# Талькауано
Талькауано (исп. Talcahuano) — город и морской порт в Чили. Аванпорт города Консепсьон на Тихом океане. Административный центр одноимённой коммуны. Население города — 161 692 человека (2002). Город и коммуна входит в состав провинции Консепсьон и области Био-Био. Город является составной частью городской агломерации Большой Консепсьон.
Территория коммуны — 92,3 км². Численность населения коммуны — 171 383 жителя (2007). Плотность населения — 1856,8 чел./км².

## История
Город был основан в 1764 году.

## Расположение

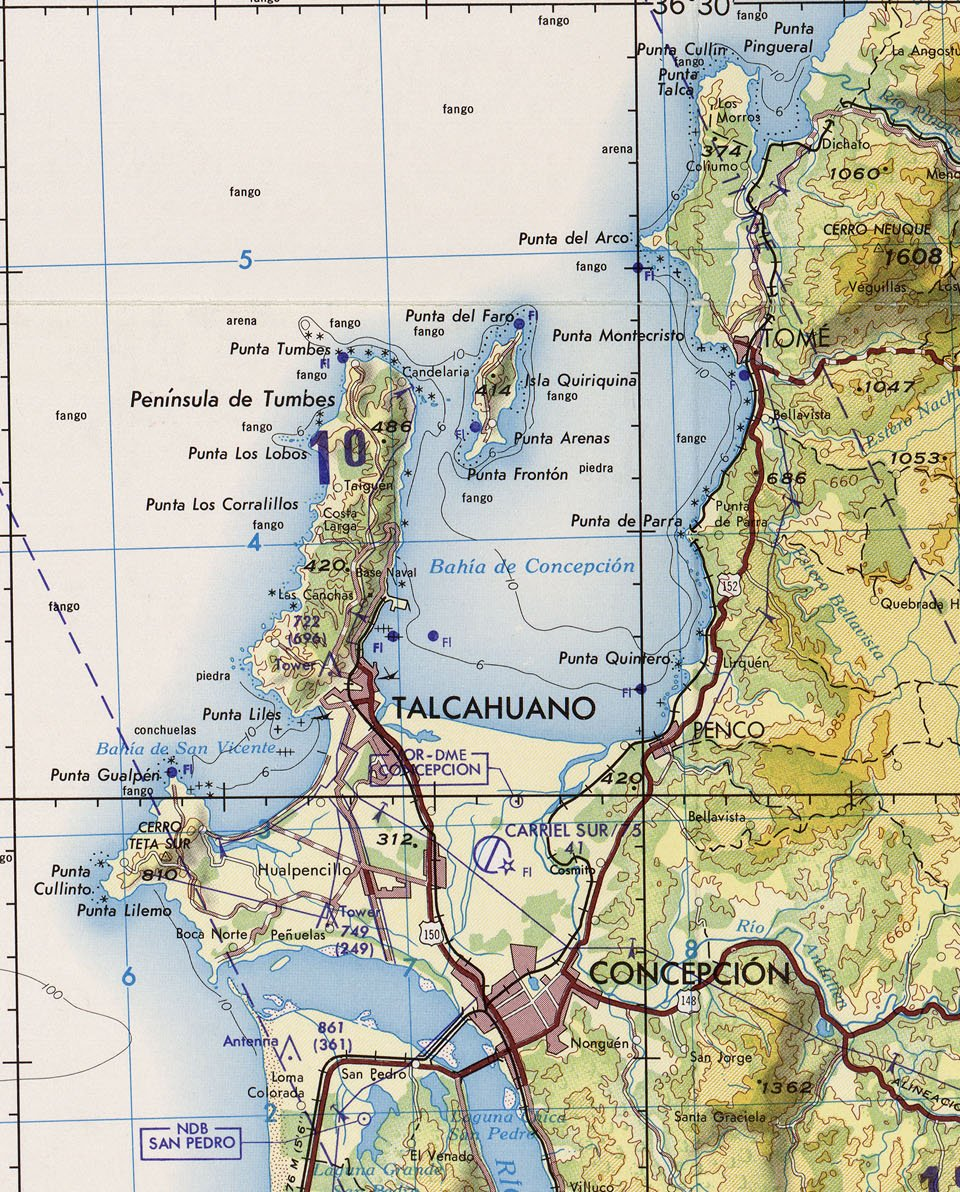
Города Талькауано и Консепсьон на карте

Город расположен на перешейке у основания полуострова Тумбес между заливами Сан-Висенте и Консепсьон в 11 км северо-западнее административного центра области — города Консепсьон.
Коммуна граничит:
- на востоке — с коммуной Пенко;
- на юго-востоке — с коммуной Консепсьон;
- на юге — с коммуной Уальпен.

На севере и западе коммуны расположен Тихий океан.

## Демография
Согласно сведениям, собранным в ходе переписи Национальным институтом статистики, население коммуны составляет 171 383 человека, из которых 85 444 мужчины и 85 939 женщин.
Население коммуны составляет 8,64 % от общей численности населения области Био-Био. 0,36 % относится к сельскому населению и 99,64 % — городское население.

### Важнейшие населённые пункты коммуны
- Талькауано  (город) — 161 692 жителя
- Калета-Тумбес (посёлок) — 1344 жителя

## Ссылки

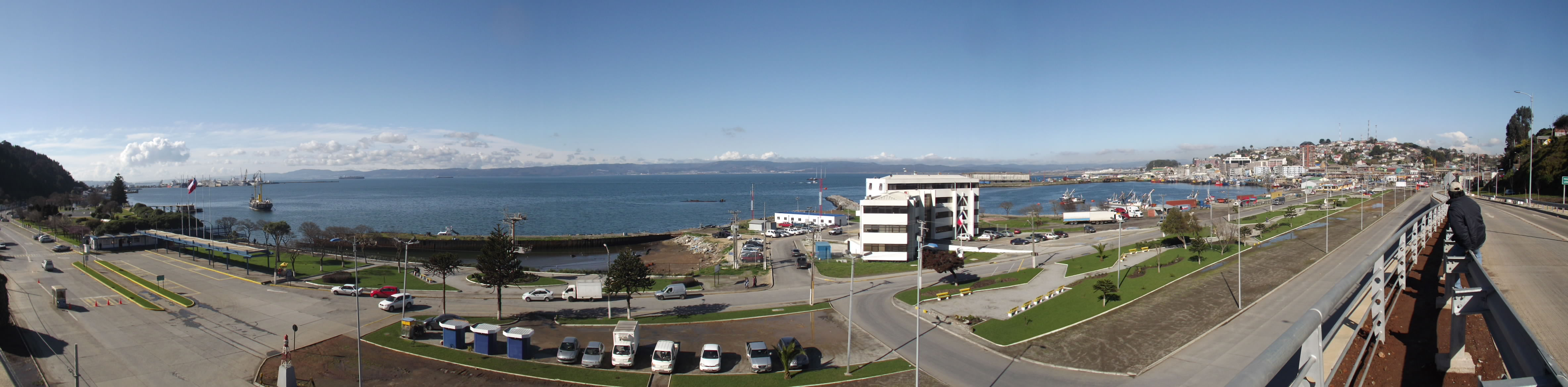
Talcahuano